# Patson Daka
Patson Daka (Chingola, 9 ottobre 1998) è un calciatore zambiano, attaccante del Leicester City e della nazionale zambiana.

## Caratteristiche tecniche
Punta centrale, dotato di buona tecnica e velocità, può svariare su tutto il fronte offensivo. Freddo e decisivo sotto porta, risulta spesso uomo-assist.

## Carriera

### Club

#### Gli esordi
Cresciuto nel settore giovanile del Kafue Celtic, nel 2016 viene acquistato dal Salisburgo.
Dopo una prima parte di stagione con la formazione primavera, nel gennaio del 2017 passa in prestito per 18 mesi al Liefering, club satellite dei Red Bulls, in seconda divisione. Il 17 marzo debutta con i biancorossi contro l'Austria Lustenau mentre, il 25 aprile, realizza la sua prima rete da professionista contro il Wiener Neustadt. Al contempo, il 25 agosto seguente, debutta nella massima serie austriaca contro lo Sturm Graz.
Nel 2018-2019 viene aggregato ufficialmente in prima squadra partecipando con 6 gol totali al double nazionale. Il 27 novembre 2019, grazie alla rete in Champions League contro il Genk, diventa il primo calciatore zambiano a segnare in tale competizione. Nell'annata 2019-2020 è uno degli artifici della doppia vittoria di campionato e coppa, grazie alle 27 marcature in tutte le competizioni.
Nel 2020-2021 vince il suo quarto campionato, nel quale si laurea anche capocannoniere con 27 reti, e la sua terza Coppa d'Austria. Il 4 aprile 2021, nella vittoria per 4-0 contro il Sturm Graz, realizza una tripletta in soli 8 minuti: tale prestazione è un record per il calcio austriaco.
Conclude l'esperienza austriaca con 68 gol in 125 presenze totali.

#### Leicester City
Il 30 giugno 2021 viene ceduto, per circa 30 milioni di euro, al Leicester City, con cui firma un contratto quinquennale.
Il 16 ottobre segna il suo primo gol con la maglia del Leicester, nella vittoria per 4-2 contro il Manchester United, diventando anche il primo calciatore zambiano a segnare un gol in Premier League. Tre giorni dopo realizza un poker di reti nel match di Europa League contro lo Spartak Mosca (4-3), diventando il primo calciatore zambiano a mettere a segno un poker, e di conseguenza anche una tripletta, nelle competizioni europee per club, nonché il primo calciatore del Leicester a segnare quattro reti dal novembre 1958, quando a realizzarle era stato Derek Hines contro l'Aston Villa.

### Nazionale
Il 9 marzo 2015 ha debuttato con la nazionale Under-20 zambiana mentre, il 13 giugno successivo, ha esordito con la nazionale maggiore, nell'incontro a reti bianche con la Guinea-Bissau. Ha inoltre giocato anche nella nazionale zambiana Under-23.
Tra febbraio e marzo del 2017, sempre con l'Under-20, è risultato capocannoniere (4 reti) e vincitore della Coppa d'Africa. Il 2 settembre dello stesso anno, invece, ha realizzato la sua prima rete in nazionale maggiore nella vittoria per 3-1 ai danni dell'Algeria.

## Statistiche

### Presenze e reti nei club
Statistiche aggiornate al 23 dicembre 2024.
| Stagione              | Squadra               | Campionato            | Campionato | Campionato | Coppe nazionali | Coppe nazionali | Coppe nazionali | Coppe continentali | Coppe continentali | Coppe continentali | Altre coppe | Altre coppe | Altre coppe | Totale | Totale | Totale |
| Stagione              | Squadra               | Comp                  | Pres       | Reti       | Comp            | Pres            | Reti            | Comp               | Pres               | Reti               | Comp        | Pres        | Reti        | Pres   | Reti   |        |
| --------------------- | --------------------- | --------------------- | ---------- | ---------- | --------------- | --------------- | --------------- | ------------------ | ------------------ | ------------------ | ----------- | ----------- | ----------- | ------ | ------ | ------ |
| gen.-giu. 2017        | Liefering             | EL                    | 9          | 2          | -               | -               | -               | -                  | -                  | -                  | -           | -           | -           | 9      | 2      |        |
| 2017-2018             | Liefering             | EL                    | 18         | 4          | -               | -               | -               | -                  | -                  | -                  | -           | -           | -           | 18     | 4      |        |
| Totale Liefering      | Totale Liefering      | Totale Liefering      | 27         | 6          |                 | -               | -               |                    | -                  | -                  |             | -           | -           | 27     | 6      |        |
| 2017-2018             | Salisburgo            | BL                    | 8          | 0          | CA              | 2               | 1               | UCL+UEL            | 0+2                | 0                  | -           | -           | -           | 12     | 1      |        |
| 2018-2019             | Salisburgo            | BL                    | 15         | 3          | CA              | 3               | 1               | UCL+UEL            | 4+4                | 0+2                | -           | -           | -           | 26     | 6      |        |
| 2019-2020             | Salisburgo            | BL                    | 31         | 24         | CA              | 6               | 2               | UCL+UEL            | 6+2                | 1+0                | -           | -           | -           | 45     | 27     |        |
| 2020-2021             | Salisburgo            | BL                    | 28         | 27         | CA              | 6               | 5               | UCL+UEL            | 6+2                | 2+0                | -           | -           | -           | 42     | 34     |        |
| Totale Salisburgo     | Totale Salisburgo     | Totale Salisburgo     | 82         | 54         |                 | 17              | 9               |                    | 26                 | 5                  |             | -           | -           | 125    | 68     |        |
| 2021-2022             | Leicester City        | PL                    | 23         | 5          | FACup+CdL       | 1+3             | 0               | UEL+ UECL          | 6+4                | 5+1                | CS          | 1           | 0           | 38     | 11     |        |
| 2022-2023             | Leicester City        | PL                    | 30         | 4          | FACup+CdL       | 3+3             | 0               | -                  | -                  | -                  | -           | -           | -           | 36     | 4      |        |
| 2023-2024             | Leicester City        | FLC                   | 20         | 7          | FACup+CdL       | 1+1             | 0               | -                  | -                  | -                  | -           | -           | -           | 22     | 7      |        |
| 2024-2025             | Leicester City        | PL                    | 8          | 1          | FACup+CdL       | 0+0             | 0               | -                  | -                  | -                  | -           | -           | -           | 8      | 1      |        |
| Totale Leicester City | Totale Leicester City | Totale Leicester City | 81         | 17         |                 | 12              | 0               |                    | 10                 | 6                  |             | 1           | 0           | 104    | 23     |        |
| Totale carriera       | Totale carriera       | Totale carriera       | 190        | 77         |                 | 29              | 9               |                    | 36                 | 11                 |             | 1           | 0           | 256    | 97     |        |

### Cronologia presenze e reti in nazionale
| Cronologia completa delle presenze e delle reti in nazionale ― Zambia | Cronologia completa delle presenze e delle reti in nazionale ― Zambia | Cronologia completa delle presenze e delle reti in nazionale ― Zambia | Cronologia completa delle presenze e delle reti in nazionale ― Zambia | Cronologia completa delle presenze e delle reti in nazionale ― Zambia | Cronologia completa delle presenze e delle reti in nazionale ― Zambia | Cronologia completa delle presenze e delle reti in nazionale ― Zambia | Cronologia completa delle presenze e delle reti in nazionale ― Zambia |
| Data                                                                  | Città                                                                 | In casa                                                               | Risultato                                                             | Ospiti                                                                | Competizione                                                          | Reti                                                                  | Note                                                                  |
| --------------------------------------------------------------------- | --------------------------------------------------------------------- | --------------------------------------------------------------------- | --------------------------------------------------------------------- | --------------------------------------------------------------------- | --------------------------------------------------------------------- | --------------------------------------------------------------------- | --------------------------------------------------------------------- |
| 10-5-2015                                                             | Lusaka                                                                | Zambia                                                                | 2 – 0                                                                 | Malawi                                                                | Amichevole                                                            | -                                                                     |                                                                       |
| 24-5-2015                                                             | Saulspoort                                                            | Zambia                                                                | 0 – 0 (4 – 5 dtr)                                                     | Namibia                                                               | COSAFA Cup 2015 - Quarti di finale                                    | -                                                                     | 85’                                                                   |
| 27-5-2015                                                             | Phokeng                                                               | Zambia                                                                | 3 – 0                                                                 | Ghana                                                                 | COSAFA Cup 2015 - Semifinale                                          | -                                                                     | 70’                                                                   |
| 13-6-2015                                                             | Ndola                                                                 | Zambia                                                                | 0 – 0                                                                 | Guinea-Bissau                                                         | Qual. Coppa d'Africa 2017                                             | -                                                                     | 68’                                                                   |
| 4-7-2015                                                              | Lusaka                                                                | Zambia                                                                | 2 – 1                                                                 | Namibia                                                               | Qual. campionato delle nazioni africane 2016                          | -                                                                     | 82’                                                                   |
| 10-1-2016                                                             | ??                                                                    | Angola                                                                | 1 – 2                                                                 | Zambia                                                                | Amichevole                                                            | -                                                                     |                                                                       |
| 23-1-2016                                                             | Goma                                                                  | Uganda                                                                | 0 – 1                                                                 | Zambia                                                                | Campionato delle nazioni africane 2016 - 1º turno                     | -                                                                     | 71’                                                                   |
| 27-1-2016                                                             | Kigali                                                                | Zambia                                                                | 0 – 0                                                                 | Mali                                                                  | Campionato delle nazioni africane 2016 - 1º turno                     | -                                                                     | 84’                                                                   |
| 19-6-2016                                                             | Windhoek                                                              | Zambia                                                                | 0 – 0 (2 – 4 dtr)                                                     | eSwatini                                                              | COSAFA Cup 2016 - Quarti di finale                                    | -                                                                     | 68’                                                                   |
| 21-6-2016                                                             | Windhoek                                                              | Lesotho                                                               | 2 – 3                                                                 | Zambia                                                                | COSAFA Cup 2016 - Semifinale                                          | -                                                                     | 68’                                                                   |
| 24-6-2016                                                             | Windhoek                                                              | Namibia                                                               | 1 – 0                                                                 | Zambia                                                                | COSAFA Cup 2016 - Finale 5º posto                                     | -                                                                     |                                                                       |
| 5-11-2016                                                             | Harare                                                                | Zimbabwe                                                              | 1 – 0                                                                 | Zambia                                                                | Amichevole                                                            | -                                                                     | 59’                                                                   |
| 2-9-2017                                                              | Lusaka                                                                | Zambia                                                                | 3 – 1                                                                 | Algeria                                                               | Qual. Mondiali 2018                                                   | -                                                                     | 90+5’                                                                 |
| 5-9-2017                                                              | Costantina                                                            | Algeria                                                               | 0 – 1                                                                 | Zambia                                                                | Qual. Mondiali 2018                                                   | 1                                                                     | 89’                                                                   |
| 10-11-2017                                                            | Ndola                                                                 | Zambia                                                                | 2 – 2                                                                 | Camerun                                                               | Qual. Mondiali 2018                                                   | 1                                                                     |                                                                       |
| 8-9-2018                                                              | Windhoek                                                              | Namibia                                                               | 1 – 1                                                                 | Zambia                                                                | Qual. Coppa d'Africa 2019                                             | -                                                                     |                                                                       |
| 10-10-2018                                                            | Ndola                                                                 | Zambia                                                                | 2 – 1                                                                 | Guinea-Bissau                                                         | Qual. Coppa d'Africa 2019                                             | -                                                                     | 75’                                                                   |
| 14-10-2018                                                            | Bissau                                                                | Guinea-Bissau                                                         | 2 – 1                                                                 | Zambia                                                                | Qual. Coppa d'Africa 2019                                             | -                                                                     | 66’                                                                   |
| 18-11-2018                                                            | Maputo                                                                | Mozambico                                                             | 1 – 0                                                                 | Zambia                                                                | Qual. Coppa d'Africa 2019                                             | -                                                                     | 84’                                                                   |
| 9-6-2019                                                              | Majadahonda                                                           | Camerun                                                               | 2 – 1                                                                 | Zambia                                                                | Amichevole                                                            | -                                                                     |                                                                       |
| 16-6-2019                                                             | Marrakech                                                             | Marocco                                                               | 2 – 3                                                                 | Zambia                                                                | Amichevole                                                            | -                                                                     |                                                                       |
| 19-6-2019                                                             | Abu Dhabi                                                             | Zambia                                                                | 1 – 4                                                                 | Costa d'Avorio                                                        | Amichevole                                                            | -                                                                     | 73’                                                                   |
| 19-11-2019                                                            | Lusaka                                                                | Zambia                                                                | 1 – 2                                                                 | Zimbabwe                                                              | Qual. Coppa d'Africa 2021                                             | 1                                                                     |                                                                       |
| 25-3-2021                                                             | Lusaka                                                                | Zambia                                                                | 3 – 3                                                                 | Algeria                                                               | Qual. Coppa d'Africa 2021                                             | 2                                                                     |                                                                       |
| 29-3-2021                                                             | Harare                                                                | Zambia                                                                | 0 – 2                                                                 | Zambia                                                                | Qual. Coppa d'Africa 2021                                             | 2                                                                     |                                                                       |
| 4-9-2021                                                              | Nouakchott                                                            | Mauritania                                                            | 1 – 2                                                                 | Zambia                                                                | Qual. Mondiali 2022                                                   | -                                                                     | 64’                                                                   |
| 7-10-2021                                                             | Malabo                                                                | Guinea Equatoriale                                                    | 2 – 0                                                                 | Zambia                                                                | Qual. Mondiali 2022                                                   | -                                                                     | 23’                                                                   |
| 13-11-2021                                                            | Lusaka                                                                | Zambia                                                                | 4 – 0                                                                 | Mauritania                                                            | Qual. Mondiali 2022                                                   | 1                                                                     |                                                                       |
| 16-11-2021                                                            | Radès                                                                 | Tunisia                                                               | 3 – 1                                                                 | Zambia                                                                | Qual. Mondiali 2022                                                   | -                                                                     |                                                                       |
| 3-6-2022                                                              | Yamoussoukro                                                          | Costa d'Avorio                                                        | 3 – 1                                                                 | Zambia                                                                | Qual. Coppa d'Africa 2023                                             | 1                                                                     |                                                                       |
| 7-6-2022                                                              | Lusaka                                                                | Zambia                                                                | 2 – 1                                                                 | Comore                                                                | Qual. Coppa d'Africa 2023                                             | -                                                                     |                                                                       |
| 17-11-2022                                                            | Petah Tikva                                                           | Israele                                                               | 4 – 2                                                                 | Zambia                                                                | Amichevole                                                            | -                                                                     |                                                                       |
| 23-3-2023                                                             | Ndola                                                                 | Zambia                                                                | 3 – 1                                                                 | Lesotho                                                               | Qual. Coppa d'Africa 2023                                             | -                                                                     |                                                                       |
| 26-3-2023                                                             | Soweto                                                                | Lesotho                                                               | 0 – 2                                                                 | Zambia                                                                | Qual. Coppa d'Africa 2023                                             | 2                                                                     |                                                                       |
| 17-6-2023                                                             | Ndola                                                                 | Zambia                                                                | 3 – 0                                                                 | Costa d'Avorio                                                        | Qual. Coppa d'Africa 2023                                             | 1                                                                     |                                                                       |
| 9-9-2023                                                              | Moroni                                                                | Comore                                                                | 1 – 1                                                                 | Zambia                                                                | Qual. Coppa d'Africa 2023                                             | 1                                                                     |                                                                       |
| 12-10-2023                                                            | al-'Ayn                                                               | Egitto                                                                | 1 – 0                                                                 | Zambia                                                                | Amichevole                                                            | -                                                                     | 80’                                                                   |
| 17-10-2023                                                            | Sharja                                                                | Zambia                                                                | 3 – 0                                                                 | Uganda                                                                | Amichevole                                                            | 2                                                                     | 83’                                                                   |
| 17-11-2023                                                            | Ndola                                                                 | Zambia                                                                | 4 – 2                                                                 | Rep. del Congo                                                        | Qual. Mondiali 2026                                                   | 2                                                                     |                                                                       |
| 21-11-2023                                                            | Marrakech                                                             | Niger                                                                 | 2 – 1                                                                 | Zambia                                                                | Qual. Mondiali 2026                                                   | 1                                                                     |                                                                       |
| 9-1-2024                                                              | Gedda                                                                 | Zambia                                                                | 1 – 1                                                                 | Camerun                                                               | Amichevole                                                            | 1                                                                     | 59’                                                                   |
| 17-1-2024                                                             | San Pédro                                                             | RD del Congo                                                          | 1 – 1                                                                 | Zambia                                                                | Coppa d'Africa 2023 - 1º turno                                        | -                                                                     |                                                                       |
| 21-1-2024                                                             | San Pédro                                                             | Zambia                                                                | 1 – 1                                                                 | Tanzania                                                              | Coppa d'Africa 2023 - 1º turno                                        | 1                                                                     |                                                                       |
| 24-1-2024                                                             | San-Pédro                                                             | Zambia                                                                | 0 – 1                                                                 | Marocco                                                               | Coppa d'Africa 2023 - 1º turno                                        | -                                                                     |                                                                       |
| 23-3-2024                                                             | Lilongwe                                                              | Zambia                                                                | 2 – 2 (5 – 6 dtr)                                                     | Zimbabwe                                                              | Amichevole                                                            | -                                                                     |                                                                       |
| 26-3-2024                                                             | Lilongwe                                                              | Malawi                                                                | 1 – 2                                                                 | Zambia                                                                | Amichevole                                                            | 1                                                                     |                                                                       |
| 7-6-2024                                                              | Agadir                                                                | Marocco                                                               | 2 – 1                                                                 | Zambia                                                                | Qual. Mondiali 2026                                                   | -                                                                     |                                                                       |
| 11-6-2024                                                             | Ndola                                                                 | Zambia                                                                | 0 – 1                                                                 | Tanzania                                                              | Qual. Mondiali 2026                                                   | -                                                                     |                                                                       |
| Totale                                                                |                                                                       | Presenze                                                              | 48                                                                    |                                                                       | Reti                                                                  | 21                                                                    |                                                                       |

## Palmarès

### Club

#### Competizioni giovanili
- UEFA Youth League: 1

Salisburgo: 2016-2017

#### Competizioni nazionali
- Campionato austriaco: 4

Salisburgo: 2017-2018, 2018-2019, 2019-2020, 2020-2021
- Coppa d'Austria: 3

Salisburgo: 2018-2019, 2019-2020, 2020-2021
- Community Shield: 1

Leicester City: 2021
- Football League Championship: 1

Leicester City: 2023-2024

### Nazionale
- African Youth Championship: 1

Zambia 2017

### Individuale
- Capocannoniere dell'African Youth Championship: 1

Zambia 2017 (4 gol)
- Pallone d’oro dell'African Youth Championship: 1

Zambia 2017
- Capocannoniere del Campionato austriaco: 1

2020-2021 (27 gol)
- Miglior giocatore del Campionato austriaco: 1

2020-2021